# Route provinciale 73 (Madagascar)
Pour les articles homonymes, voir Route 73.
La route provinciale 73 (RP 73) ou route d'intérêt provincial 73 (RIP 73)  est une route de la région de Vakinankaratra, à Madagascar.

## Description
La route RP 73 à une longueur de 12 kilomètres et relie Tsiafajavona Ankaratra et Ambatolampy.